# Kunisaki
Kunisaki (japanisch 国東市 Kunisaki-shi) ist eine Stadt in der Präfektur Ōita.

## Geographie
Kunisaki liegt im Osten der Kunisaki-Halbinsel und nordöstlich von Ōita und Beppu und östlich von Nakatsu.

## Geschichte
Die kreisfreie Stadt Kunisaki (Kunisaki-shi) entstand am 31. März 2006 durch den Zusammenschluss von vier Städten (-machi/-chō) aus dem Landkreis Ost-Kunisaki (Higashi-Kunisaki-gun): Kunimi-chō, Kunisaki-machi, Musashi-machi und Aki-machi.

## Verkehr
- Flughafen:
  - Flughafen Ōita
- Straße:
  - Nationalstraße 213

## Söhne und Töchter der Stadt
- Tatsumi Fujinami (* 1953), Wrestler

## Angrenzende Städte und Gemeinden
- Kitsuki
- Bungotakada